# پاتریک برن
پاتریک برن (انگلیسی: Patrick Byrne؛ زادهٔ ۱۱ آوریل ۱۹۶۵) ورزشکار هاکی روی یخ و از برندگان مدال طلا پارالمپیک اهل ایالات متحده آمریکا است.

## جوایز و افتخارات
وی در مسابقات کشوری و بین‌المللی در مجموع برندهٔ ۱ مدال طلا شده است.